# 12356 Carlscheele
12356 Carlscheele este un asteroid din centura principală de asteroizi.

## Descriere
12356 Carlscheele este un asteroid din centura principală de asteroizi. A fost descoperit pe 15 septembrie 1993 la Observatorul La Silla de Eric Walter Elst. Asteroidul prezintă o orbită caracterizată de o semiaxă mare de 2,94 ua, o excentricitate de 0,10 și o înclinație de 1,6° în raport cu ecliptica.